# Dendrolycopodium
Dendrolycopodium, biljni rod paprati u porodici Lycopodiaceae smješten u potporodicu Lycopodioideae. Postoji 5 vrsta Sjeverne Amerike i istočne Azije. 
Ovaj rod često se ponovno uključuje u Lycopodium, ali prihvaćen je od PPG-I.

## Vrste
1. Dendrolycopodium dendroideum (Michx.) A. Haines
2. Dendrolycopodium hickeyi (W. H. Wagner, Beitel & R. C. Moran) A. Haines
3. Dendrolycopodium juniperoideum (Sw.) A. Haines
4. Dendrolycopodium obscurum (L.) A. Haines
5. Dendrolycopodium verticale (Li Bing Zhang) Li Bing Zhang & X. M. Zhou